# Coronació de Carles III i Camil·la
La coronació de Carles III i la seva esposa, Camil·la, com a rei i reina consort del Regne Unit i els altres reialmes de la Commonwealth, va ser el punt culminant del seu accés a la corona.
El rei Carles III va pujar al tron el 8 de setembre de 2022, després de la mort de la seva mare, la reina Isabel II. La coronació va ser una ocasió estatal finançada pel govern britànic. La cerimònia de coronació del monarca britànic, anunciada pel palau de Buckingham, va ser el 6 de maig del 2023 a l'abadia de Westminster i més curta, més inclusiva, més moderna i menys costosa que coronacions anteriors, això sí, mantenint les connotacions tradicionals que l'han caracteritzat durant més d'un mil·lenni.
La cerimònia es va estructurar al voltant d'un servei anglicà de la Sagrada Comunió. Incloïa que Carles fos ungit amb oli sagrat, rebés la insígnia de la coronació i el coronament, emfatitzant el seu paper espiritual i les seves responsabilitats seculars. Els representants de l'Església d'Anglaterra i la família reial britànica li van declarar la seva lleialtat, i els representants dels regnes de la Commonwealth van ser convidaus a fer-ho. Camil·la va ser coronada en una cerimònia més curta i senzilla. Després del servei, membres de la família reial van traslladar-se al palau de Buckingham en una processó estatal i va aparèixer als balcons posteriors i davanters del palau. El servei de coronació de Carles i Camil·la es va modificar de les anteriors coronacions britàniques per representar múltiples religions, cultures i comunitats a tot el Regne Unit, i va ser més breu que la coronació d'Elisabet II el 1953.
La coronació va provocar tant celebracions com protestes al Regne Unit i als altres regnes de la Commonwealth. Les celebracions al Regne Unit ban incloure festes al carrer, voluntariat, serveis especials commemoratius de l'església i un concert al castell de Windsor el 7 de maig. Les enquestes dutes a terme l'abril de 2023 van suggerir que el públic britànic era ambivalent cap a l'esdeveniment; els esdeveniments de Londres i Windsor van atraure grans multituds, però també van ser protestats pels grups republicans. Els regnes de la Commonwealth com Antigua i Barbuda, Canadà, Austràlia i Nova Zelanda van celebrar celebracions, però altres regnes van utilitzar l'esdeveniment per destacar qüestions com els efectes del colonialisme britànic.
La coronació de Carles i Camil·la va ser la primera d'un monarca britànic al segle xxi i la 40a que es va celebrar a l'abadia de Westminster des de la coronació de Guillem el Conqueridor el 1066.

## Preparació

### Fons
Carles III es va convertir en rei immediatament després de la mort de la seva mare, Elisabet II, a les 15:10 BST del dijous 8 de setembre de 2022. Va ser proclamat rei pel Consell d'Adhesió del Regne Unit el dissabte 10 de setembre, que va ser seguit per proclames en altres reialmes de la Commonwealth.Durant el regnat d'Elisabet, les reunions de planificació per a la coronació de Carles, amb el nom en clau "Operació Orbe d'Or", es van celebrar almenys una vegada a l'any, a les quals van assistir representants del govern, l'Església d'Anglaterra i el personal de Carles.

### Servei i processó
Com a mariscal comte, Edward Fitzalan-Howard, 18è duc de Norfolk, va ser l'encarregat d'organitzar la coronació. Un comitè de consellers privats va organitzar l'esdeveniment. L'11 d'octubre de 2022 es va anunciar que el 6 de maig de 2023 seria la data de la coronació, una elecció feta per garantir el temps suficient per plorar la mort de la reina Elisabet II abans de celebrar la cerimònia.
Es va establir una Oficina de Reclamacions de la Coronació a l'Oficina del Gabinet per gestionar les reclamacions per exercir un paper històric o cerimonial a la coronació, en substitució del  Tribunal de Reclamacions. Els càrrecs de Lord Gran Senescal i Lord Gran Condestable d'Anglaterra, que actualment només són nomenats per a les coronacions, es van donar al general Sir Gordon Messenger i l'almirall Sir Tony Radakin respectivament.
L'oli de la santa unció utilitzat en el servei va ser consagrat pel patriarca Teòfil III de Jerusalem a la Basílica del Sant Sepulcre el 6 de març de 2023, sota la supervisió d'Hosam Naoum, l'arquebisbe anglicà de Jerusalem. Es basava en la mateixa fórmula que l'oli utilitzat en la coronació d'Elisabet II, però sense productes animals com el civet.
Els assajos generals militars van tenir lloc els dies 17, 18 i 19 d'abril. El 3 de maig, Carles i Camil·la, Guillem, Príncep de Gal·les, Caterina, Princesa de Gal·les, els seus fills, i Anna, Princesa Reial, van assistir als assajos de coronació a l'abadia de Westminster.
L'abadia de Westminster va estar tancada als turistes i fidels a partir del 25 d'abril per preparatius, i no tornaria a obrir fins al 8 de maig. Com en les coronacions anteriors, molts assistents tenien una vista enfosquida, amb espai insuficient a la nau de l'abadia.

### Convidats

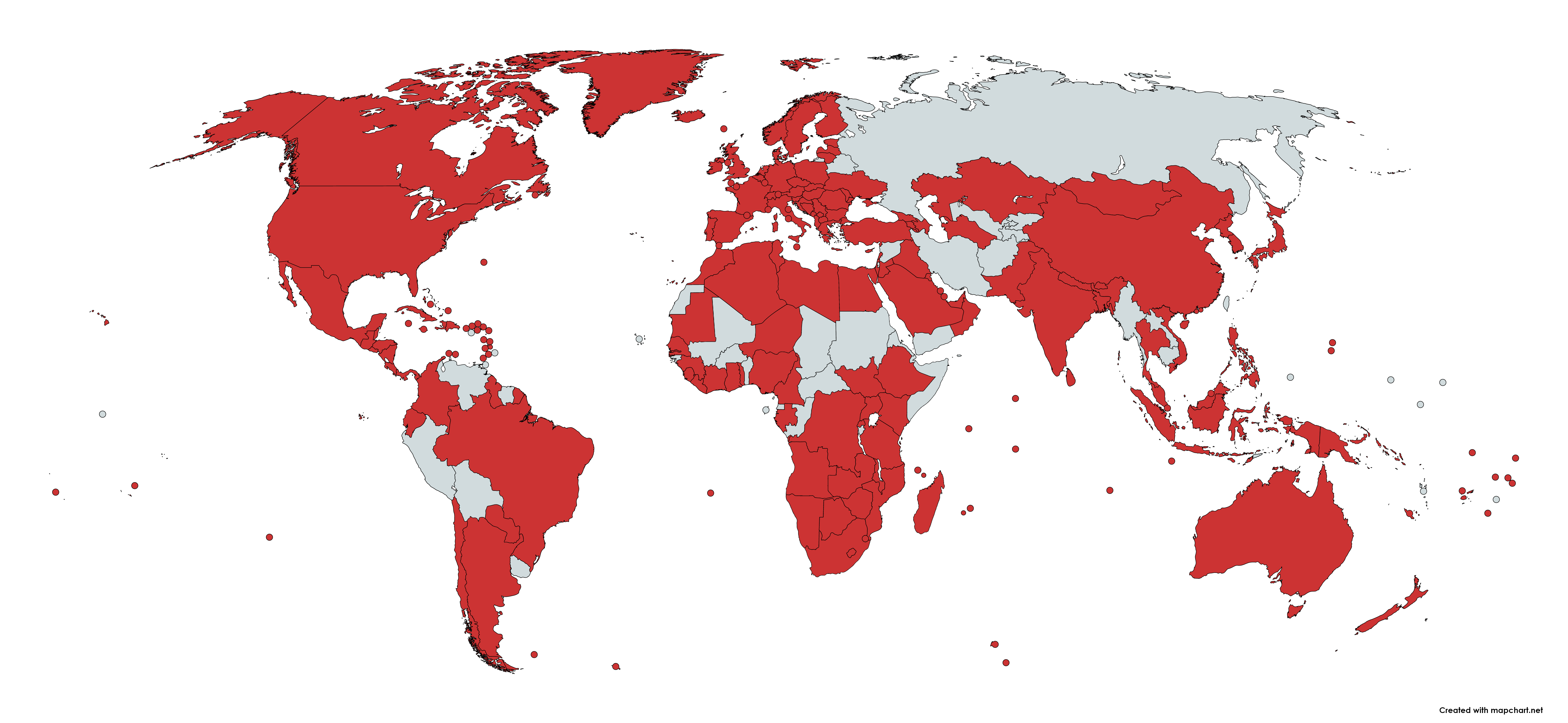
Països que van enviar representants

El govern britànic va decidir la llista de convidats, ja que la coronació era un esdeveniment estatal i finançat pel govern. Aproximadament 2.200 convidats havien estat convidats a la coronació, procedents de 203 països. Incloïen membres de la família reial, representants de l'Església d'Anglaterra i altres comunitats religioses britàniques, polítics destacats del Regne Unit i de la Commonwealth, i caps d'estat i reialesa estrangers. El nombre d'assistents polítics britànics es va reduir significativament a partir de 1953, quan va assistir pràcticament tot el Parlament del Regne Unit. Les invitacions es van estendre a 850 representants de la comunitat i la caritat, incloent 450 receptors de la Medalla de l'Imperi Britànic i 400 joves, la meitat dels quals van ser nomenats pel govern britànic. Les normes de seguretat a l'Abadia de Westminster van restringir el nombre de convidats, ja que, a diferència de les coronacions anteriors, no es van aixecar grades temporals a l'edifici.

### Vestits i corones
Trencant amb la tradició, les vestidures de coronació de Carles (roba de cerimònia) es van reutilitzar en gran part de les coronacions anteriors en lloc de ser fetes recentment. Tot i que és habitual que la supertúnica i la túnica reial es reutilitzin, Carles també portava les vestidures utilitzades per primera vegada per Jordi IV, Jordi V, Jordi VI i Elisabet II. De la mateixa manera, Camil·la va reutilitzar les vestidures, inclosa la túnica d'Estat d'Elisabet II, però també va portar una nova túnica d'estat amb el seu monograma, abelles, un escarabat i diverses plantes i flors. Camil·la també va portar un nou vestit de coronació, creat per Bruce Oldfield i brodat amb flors silvestres, els emblemes florals del Regne Unit, el seu monograma, un parell de gossos i els noms dels seus néts.
La corona de Sant Eduard, que es va utilitzar per coronar el rei, va ser retirada de la Torre de Londres el desembre de 2022 per ajustar la mida. Al febrer de 2023, la Corona de la Reina Maria, que es va utilitzar per coronar Camil·la, també va ser retirada de l'exhibició per treure quatre dels seus vuit arcs desmuntables. La corona de la reina Elisabet la reina mare no es va utilitzar; es va suggerir que això era per evitar una possible disputa diplomàtica amb l'Índia, ja que la corona conté el Koh-i-Noor, un diamant reclamat pel país.
El codi de vestimenta per als pars sense cap paper a la cerimònia eren originalment vestits de negoci o robes parlamentàries, més que les corones, les bates de coronació i els vestits de la cort que es portaven tradicionalment. Això es va canviar la setmana abans de la coronació després de les protestes, i se'ls va permetre portar túnica de coronació, però no coronetes. Les dones assistents havien de portar un cobertor per al cap d'acord amb els costums cristians tradicionals ordenats per al culte.

### Art
El fotògraf oficial de la coronació va ser Hugo Burnand, que abans havia estat el fotògraf oficial del casament de Carles i Camil·la el 2005. Eileen Hogan va ser seleccionada per pintar la cerimònia de coronació, i Peter Kuhfeld i Paul Benney van ser seleccionats per pintar els retrats de la coronació de Carles i Camil·la respectivament.
Andrew Jamieson va rebre l'encàrrec de crear la invitació de coronació, que presentava els escuts de la parella, els emblemes florals del Regne Unit i un home verd enmig d'altres flors i fauna britànica. L'emblema de la coronació va ser dissenyat per Jony Ive amb el seu col·lectiu creatiu LoveFrom, i representa els emblemes florals del Regne Unit amb la forma de la Corona de Sant Eduard. Hi ha versions de l'emblema tant en anglès com en gal·lès.
La processó cap a l'abadia va ser encapçalada per la Creu de Gal·les, una nova creu processional encarregada per Carles per commemorar el centenari de l'Església de Gal·les. Inclou relíquies de la Vera Creu regalades al Rei pel Papa Francesc. La pantalla que va ocultar el rei durant la seva unció va ser dissenyada per l'iconògraf Aidan Hart i brodada per la Royal School of Needlework. Inclou 56 fulles en referència als membres de la Commonwealth.

### Música
| Títol de la peça                           | Compositor                             |
| ------------------------------------------ | -------------------------------------- |
| Magnificat in D Major                      | J. S. Bach                             |
| Diumenge després de l'Any Nou              | J. S. Bach                             |
| Singet dem Herrn ein neues Lied            | J. S. Bach                             |
| Ecce sacerdos magnus                       | Bruckner                               |
| Alla breve in D Major                      | J.S. Bach                              |
| Brighter Visions Shine Afar                | Weir                                   |
| Jupiter, the Bringer of Jollity            | Gustav Holst (arranjat per Farrington) |
| Crossing the Stone                         | Jenkins                                |
| Sacred Fire                                | Class                                  |
| Crown Imperial                             | Walton (arranjat per Rutter)           |
| Fantasia on Greensleeves                   | Vaughan Williams                       |
| Be Thou My Vision                          | Hess, R. Williams, Thompson            |
| Voices of the World                        | Farrington                             |
| King Charles III Coronation March          | Patrick Doyle                          |
| Trumpet Tune                               | Henry Purcell (arranged by Rutter)     |
| The Arrival of the Queen of Sheba          | Handel                                 |
| Oh, had I Jubal's lyre                     | Handel                                 |
| Care selve                                 | Handel                                 |
| Nimrod                                     | Edward Elgar (arranjat pet Farrington) |
| Flourish for an Occasion                   | Harris                                 |
| Prelude on Rhosymedre                      | Vaughan Williams                       |
| Fanfare for the Arrival of Their Majesties | Traditional                            |
| I Was Glad                                 | Parry (arranjat per Rutter)            |
| Kyrie Eleison                              | Mealor                                 |
| The Recognition                            | Robinson                               |
| Prevent Us, O Lord                         | Byrd                                   |
| Gloria                                     | Byrd                                   |
| Alleluia (O Clap Your Hands)               | Wiseman                                |
| Alleluia (O Sing Praises)                  | Wiseman                                |
| Veni Creator Spiritus                      |                                        |
| Zadok the Priest                           | Handel                                 |
| Give The King Your Judgements              |                                        |
| Wiener Philharmoniker Fanfare              | Strauss (arranjat per Mealor)          |
| O Lord, Grant the King a Long Life         | Weelkes                                |
| Homage Fanfare                             | Robinson                               |
| Confortare                                 | W. Davies (arranjat per by Rutter)     |
| Make A Joyful Noise                        | The Lord Lloyd-Webber                  |
| Christ Is Made The Sure Foundation         | Henry Purcell (arranjat per Rutter)    |
| Coronation Sanctus                         | R. Panufnik                            |
| Coronation Agnus Dei                       | O'Regan                                |
| Threefold Amen                             | Gibbons                                |
| Praise, My Soul the King of Heaven         | J. Goss (arranjat per Robinson)        |
| The King Shall Rejoice: Opening Chorus     | Boyce                                  |
| Coronation Te Deum                         | Walton (arranged by Rutter)            |
| God Save The King                          | (arranged by Jacob)                    |
| Pomp and Circumstance                      | Edward Elgar (arranjat per Farrington) |
| March from the Birds                       | Parry (arranjat per Rutter)            |
| Chorale Fantasia on "The Old Hundredth"    | Parry                                  |
| Earl of Oxford's March                     | Byrd (arranjat per Knight)             |

La música per a la coronació era alhora tradicional i nova; es van encarregar dotze peces noves per al servei, i es van utilitzar juntament amb obres utilitzades en coronacions anteriors. Hi haurà un àlbum de coronació oficial, amb la música del servei.
Sis de les noves comissions van ser interpretades per l'orquestra abans del servei, incloses les Judith Weir; Nigel Hess, Roderick Williams, i Shirley J. Thompson; Iain Farrington; una peça vocal de Sarah Class interpretada per Pretty Yende ; i una nova marxa de Patrick Doyle. La música de Karl Jenkins, Roxanna Panufnik i Tarik O'Regan també formava part del programa, així com una composició en dues parts de Debbie Wiseman i un himne de coronació d'Andrew Lloyd Webber, basat en el Salm 98. En homenatge als 64 anys de mandat del rei com a príncep de Gal·les, el Kyrie va ser adaptat en gal·lès per Paul Mealor i va ser cantat per Bryn Terfel. La música església ortodoxa grega es va incloure al servei en homenatge als ascendents del rei i al seu difunt pare, el príncep Felip, duc d'Edimburg. Sis dels elements realitzats al servei eren arranjaments de John Rutter.
Es van incloure les obres de George Frideric Handel, Edward Elgar, Walford Davies, William Walton, Hubert Parry, i Ralph Vaughan Williams, tal com ho havien estat en coronacions anteriors.
El director de música per a la coronació va ser Andrew Nethsingha, l'organista i mestre dels coristes de l'abadia. Abans del servei, John Eliot Gardiner va dirigir un programa de música coral format pel Cor Monteverdi i els Solistes Barrocs Anglesos. El cor principal era una combinació dels cors de l'Abadia de Westminster, la Chapel Royal, el Methodist College de Belfast i la Catedral de Truro. The Ascension Choir,, un cor de gospel, també va actuar durant el servei. Els intèrprets de l'orquestra provenien de la Philharmonia Orchestra, la Royal Philharmonic Orchestra, la BBC National Orchestra of Wales, la Regina Symphony Orchestra, l'English Chamber Orchestra, la Scottish Chamber Orchestra, la Royal Opera House Orchestra, i la Welsh National Opera Orchestra, totes elles patrocinades per Carles. L'orquestra va ser dirigida per Antonio Pappano i dirigida per Vasko Vasilev. Els trompetistas estatals de la Household Cavalry i els trompetistas de fanfàrria de la Royal Air Force van tocar les fanfàrries.
Tots els músics de les diferents bandes de música van mantenir el temps amb l'ajuda d'una pista de clics d'emissió de ràdio : la primera vegada que aquesta tecnologia s'utilitza en un esdeveniment cerimonial a tan gran escala. El tempo establert va ser de 108 pulsacions per minut, alentit des de la reglamentació de 116 pulsacions per minut a causa de la mida de les bandes.

### Cost
El Departament de Digital, Cultura, Mitjans de Comunicació i Esport (DCMS) va declarar que "no podria donar els costos o un desglossament del finançament" fins després de la coronació, però s'han informat estimacions no oficials de £50 a £100 milions, mentre que altres informes suggereixen una xifra de fins a 250 milions de lliures.

## El servei de coronació
Els esdeveniments del dia de la coronació van incloure una processó des del palau de Buckingham fins a l'abadia de Westminster, el servei de coronació en si, una processó de tornada al palau de Buckingham i una aparició del rei i la reina, amb altres membres de la família reial, al balcó del palau durant un pas aeri de la Royal Air Force.
El servei de coronació anglicà contenia diversos elements diferents, que s'estructuraven al voltant d'un servei cristià de la Sagrada Comunió. Carles i Camil·la van entrar primer a l'abadia, després Carles va ser presentat al poble i reconegut com a monarca. Després d'això, Carles va jurar que mantindrà la llei i mantindrà l'Església d'Anglaterra. Llavors va ser ungit amb l'oli sagrat, investit amb les insignes de la coronació i coronat amb la corona de Sant Eduard. Després d'això va ser entronitzat i va rebre homenatge de l'arquebisbe de Canterbury i del príncep Guillem, i el poble va ser convidat a jurar fidelitat. Aleshores Camil·la va ser ungida, coronada i entronitzada. El rei i la reina van acabar el servei fent la Sagrada Comunió i van sortir de l'abadia.

### Processó cap a l'abadia

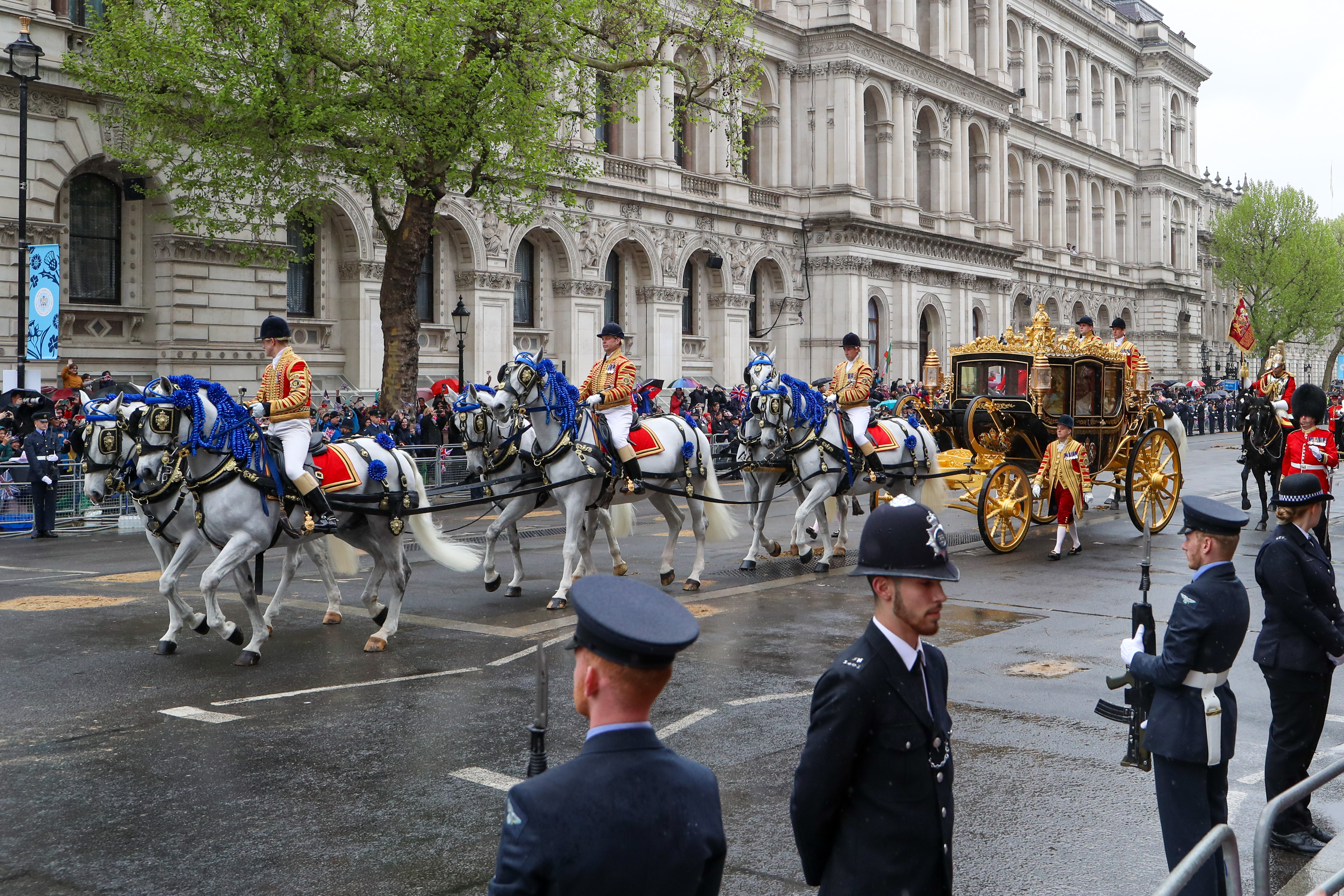
La Carrossa d'Estat del Jubileu de Diamant transportant Charles i Camil·la per Whitehall

El dia de la coronació, Carles i Camil·la van viatjar a l'abadia de Westminster en processó. Van sortir del Palau de Buckingham a les 10:20 BST i van recórrer The Mall, baixant per Whitehall i per Parliament Street, i pels costats est i sud de la plaça del Parlament abans d'arribar a la Great West Door de l'Abadia de Westminster, a una distància. de 1,42 milles (2,29 km). Carles i Camil·la van utilitzar la Carrossa d'Estat del Jubileu de Diamant, tirada per sis Windsor Greys, i van ser acompanyats per l'Escorta del Sobirà del Household Cavalry Mounted Regiment.

#### Processó a l'abadia

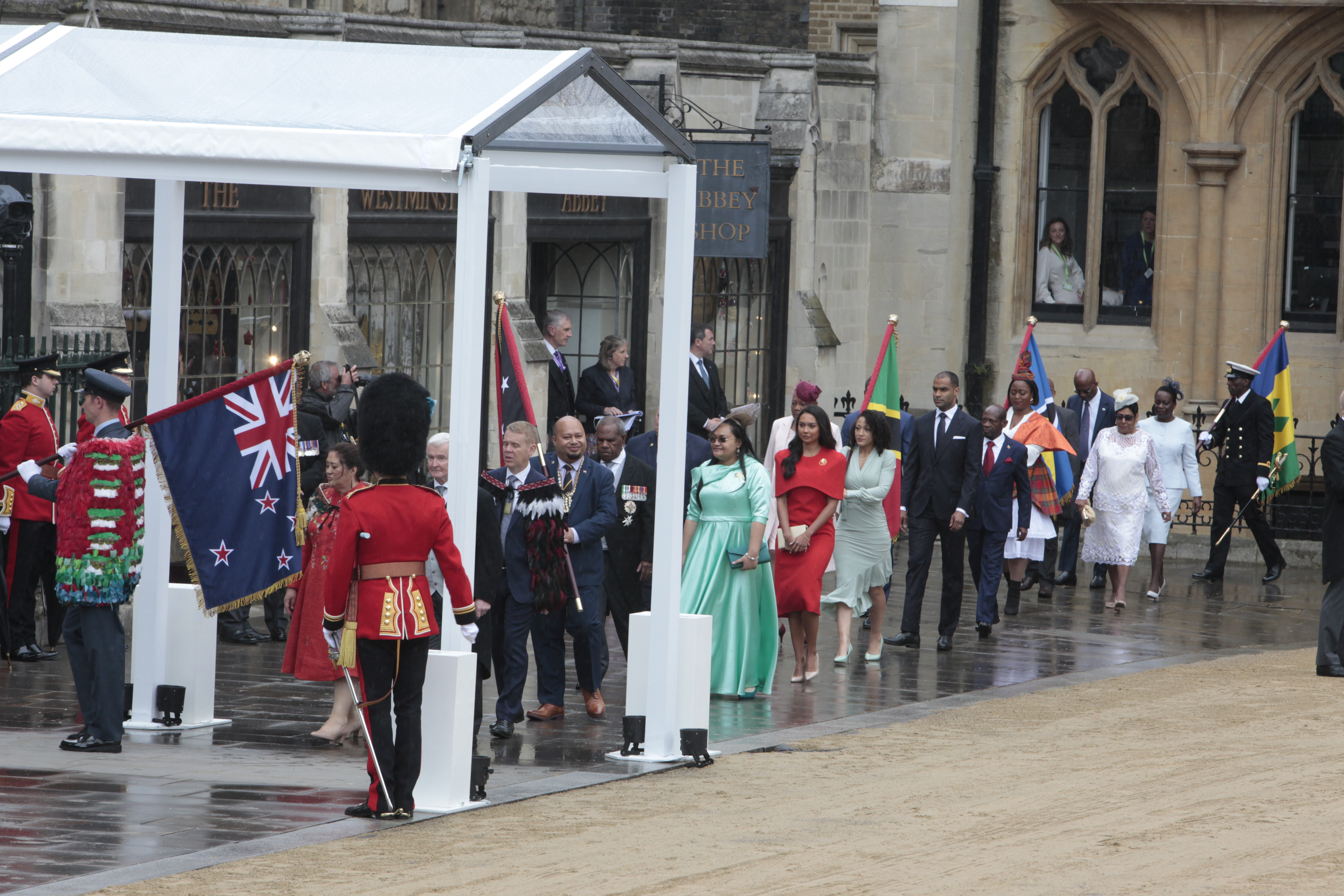
Banderes i líders dels regnes de la Commonwealth abans de la seva processó a l'abadia

La processó dins de l'abadia va ser encapçalada per líders i representants de religions no cristianes, com ara les comunitats bahá'í, budistes, hindúes, jainistes, jueves, musulmans xiïtes i  sunnites, sikhs i zoroastrianes. Van ser seguits per líders cristians de diferents denominacions cristianes, inclosa l'Església d'Anglaterra. Després d'això, els representants portaven les banderes dels regnes de la Commonwealth, acompanyats dels seus governadors generals i primers ministres. El cor va seguir.
Carles i Camil·la van arribar poc abans de les 11:00 i van formar la seva pròpia processó. Va ser dirigit per quatre pars, que portaven estendards heràldics que mostraven els quarters de l'escut reial i les armes del Principat de Gal·les. També hi van participar el Lord Gran Condestable d'Anglaterra i el Comte Mariscal. Carles i Camil·la van comptar amb la presència de quatre patges d'honor, incloent el príncep Jordi de Gal·les i els néts de Camil·la Camil·la també estava acompanyada per dues dames assistents: la seva germana, Annabel Elliot, i la marquesa de Lansdowne. Inesperadament, el príncep i la princesa de Gal·les i els seus dos fills menors van arribar a l'abadia després del rei i es van unir a la processó després de les sas majestats. El cor va cantar "I was glad" d'Hubert Parry, durant el qual els King's Scholars de Westminster School van cantar " Vivat Regina Camilla " i " Vivat Rex Carolus " ("Visca la reina Camil·la" i "Visca el rei Carles").

Després d'això, la regàlia de la coronació van ser processats a l'altar, primer de Camil·la i després de Carles. A petició de Carles, els Evangelis de Sant Agustí del segle vi també es van portar a la processó.
| Regàlia                                | Portador                                                                        | Oferent                                                     | Ref.            |
| Regàlia del Rei                        | Regàlia del Rei                                                                 | Regàlia del Rei                                             | Regàlia del Rei |
| -------------------------------------- | ------------------------------------------------------------------------------- | ----------------------------------------------------------- | --------------- |
| Bastó de Sant Eduard                   | La Baronessa Manningham-Buller LG DCB                                           | N/D                                                         | [ 12 ]          |
| Espasa de Justícia Temporal            | General Lord Houghton of Richmond GCB CBE                                       | N/D                                                         | [ 12 ]          |
| Espasa de Justícia Espiritual          | General Lord Richards of Herstmonceux GCB CBE DSO                               | N/D                                                         | [ 12 ]          |
| Espasa de Gràcia                       | Mariscal en Cap de l'Aire Lord Peach GCB CBE                                    | N/D                                                         | [ 12 ]          |
| Espasa d'Estat                         | La Molt Hon. Penelope Mordaunt MP                                               | N/D                                                         | [ 12 ]          |
| Espasa Enjoiada de l'Ofrena            | Petty Officer Amy Taylor (arrivada) La Molt Hon. Penelope Mordaunt MP (sortida) | El Molt Rev. i Molt Hon. Justin Welby                       | [ 69 ] [ 70 ]   |
| Esperons daurats                       | Lord Hastings I el Comte de Loudoun                                             | Lord Carrington com Lord Gran Camarlenc                     | [ 12 ]          |
| Armillaes                              | N/D                                                                             | Lord Kamall                                                 | [ 12 ]          |
| Estola reial                           | N/D                                                                             | Rev. Paul Butler                                            | [ 62 ]          |
| Túnica reial                           | N/D                                                                             | El Príncep de Gal·les KG KT PC ADC(P) i la Baronessa Merron | [ 12 ] [ 62 ]   |
| Orbe del Sobirà                        | Dama Elizabeth Anionwu OM DBE                                                   | El Molt Rev. John McDowell                                  | [ 12 ]          |
| Anell del Sobirà                       | Brigadier Andrew Jackson CBE                                                    | Lord Patel KT                                               | [ 12 ]          |
| Globus de la Coronació                 | N/D                                                                             | Lord Singh de Wimbledon CBE                                 | [ 12 ]          |
| Ceptre amb la Creu                     | El Duc de Buccleuch i Queensberry KT KBE CVO                                    | El Molt Rev. Mark Strange                                   | [ 12 ]          |
| Ceptre amb el Colom                    | La Baronessa Benjamin OM DBE                                                    | El Molt Rev. Andrew John                                    | [ 12 ]          |
| Corona de Sant Eduard                  | General Sir Gordon Messenger KCB DSO amb barra ADC                              | El Molt Rev. i Rt Hon. Justin Welby                         | [ 12 ]          |
| Regàlia de la Reina                    |                                                                                 |                                                             |                 |
| Anell de la Reina Consort              | El Molt Rev. i Molt Rt. Hon The Lord Chartres GCVO PC FSA                       | Brigadier Andrew Jackson CBE                                | [ 12 ]          |
| Corona de la Reina Maria               | El Duc de Wellington OBE                                                        | The Most Rev. and Rt Hon. Justin Welby                      | [ 12 ]          |
| Ceptre amb la Creu de la Reina Consort | General Sir Patrick Sanders KCB CBE DSO ADC                                     | El Molt Rev. i Molt Hon Lord Chartres GCVO PC FSA           | [ 12 ]          |
| Vara de la Reina Consort amb el Colom  | La Baronessa Kennedy of The Shaws KC                                            | El Rt Rev. Rose Hudson-Wilkin CD MBE KHC                    | [ 12 ]          |

#### Reconeixement

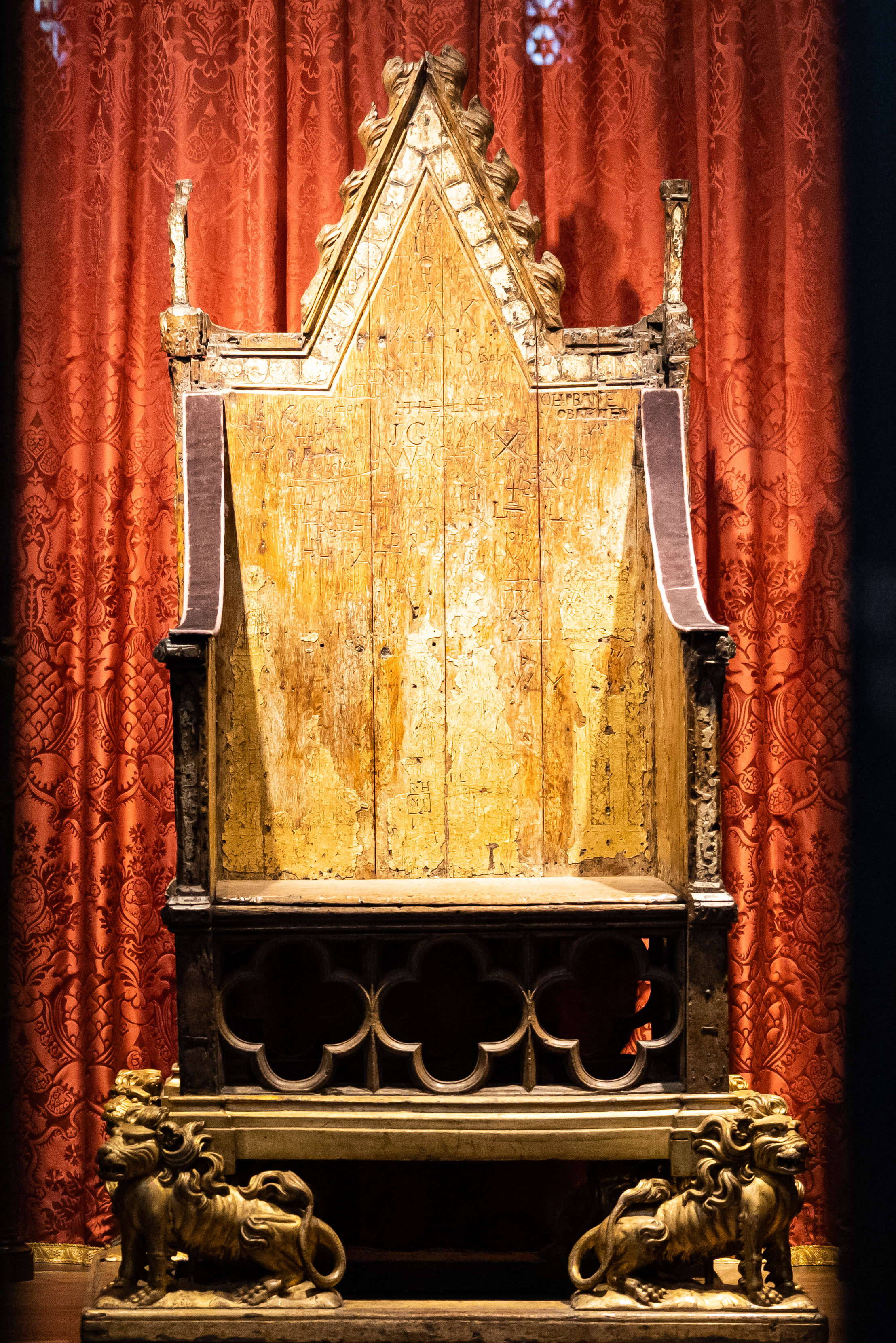
El Tron de la coronació, que albergava la Pedra de Scone, va ser utilitzada per Carles durant la cerimònia.

El servei, dirigit per l'arquebisbe de Canterbury, va començar amb el rei i la reina fent un moment de pregària silenciosa abans de seure a les seves cadires d'estat, fetes per a la coronació de 1953. EL "Coronation Kyrie" de Paul Mealor va ser cantat en gal·lès per Sir Bryn Terfel. Després d'això, l'arquebisbe de Canterbury, lady Elish Angiolini, Christopher Finney i la baronessa Amos es van posar de cara a l'est, sud, oest i nord i al seu torn van demanar a la congregació que reconegués Carles com a rei; la multitud va respondre "God save King Charles!" ("Déu guardi el rei Carles!") cada cop.Aleshores, el Moderador de l'Assemblea General de l'Església d'Escòcia va presentar a Carles una nova Bíblia.

#### Jurament
Abans d'administrar el jurament, l'arquebisbe de Canterbury va reconèixer l'existència de múltiples fes i creences al Regne Unit. Aleshores Carles va fer el jurament de la coronació, en el qual va jurar governar cadascun dels seus països segons les seves lleis i costums respectius, administrar la llei i la justícia amb misericòrdia, i defensar el protestantisme al Regne Unit i protegir l'Església d'Anglaterra. Aleshores Carles va signar una forma escrita del jurament, abans d'agenollar-se davant l'altar i dir una pregària.
Després va continuar el servei de la Sagrada Comunió. L'arquebisbe de Canterbury va lliurar la col·leta, i l'epístola i l'evangeli van ser llegits pel primer ministre, Rishi Sunak, i pel bisbe de Londres, Sarah Mullally, respectivament. Això va ser seguit per un sermó de l'arquebisbe de Canterbury.

#### Unció
Carles es va treure la túnica d'estat i es va asseure al Tron de la coronació Llavors va ser ungit amb oli sant per l'arquebisbe de Canterbury, utilitzant l'ampolla i una cullera medieval, aquesta última la part més antiga de l'insignia de la coronació. La unció va posar èmfasi en el paper espiritual del sobirà. Era una part privada del servei; ja que el 1953 no es va televisar, i Charles va ser ocult per una pantalla. Durant això el cor va cantar l'himne Zadok el sacerdot.

#### Inversió i coronació

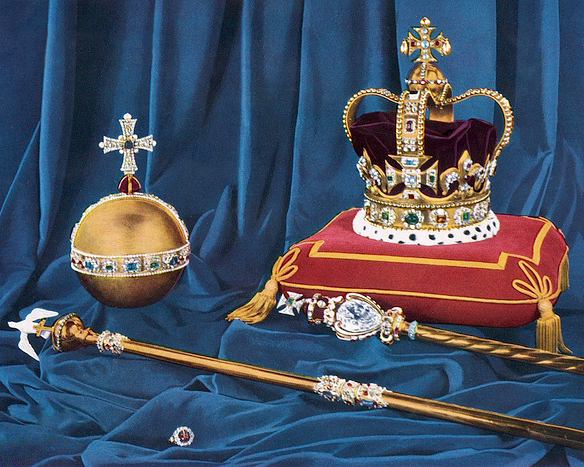
La Corona de Sant Eduard, l'orbe, el ceptre del sobirà amb creu, el ceptre del sobirà amb colom i l'anell del sobirà.

A la següent part del servei, Carles va rebre diversos articles de la coronació. Els esperons, els armills, l'espasa d'estat i l'espasa de l'ofrena van ser lliurats al rei, que els va tocar amb la mà, abans que fossin retirats. Durant això es va cantar un cant grec ortodox en memòria del pare del rei, el príncep Felip, que va néixer príncep de Grècia. El rei va rebre l'estola reial, la túnica reial i l'orbe del sobirà, i se li va obsequiar amb l'anell del sobirà, que tocà però es posà. Després va ser investit amb el guant, el ceptre del sobirà amb creu, i el ceptre del sobirà amb el colom.
Aleshores, el rei va ser coronat per l'arquebisbe de Canterbury, amb l'arquebisbe i després la congregació cantant: "God save the King!" ("Déu salvi el rei!"). En el moment de coronar les campanes de l'església de l'abadia, es van disparar salutacions de 21 canons a 13 llocs del Regne Unit i als vaixells de la Royal Navy desplegats, i es van disparar salutacions de 62 canons i una salva de sis canons des de la Torre de Londres i la Horse Guards Parade.
Aleshores Carles va rebre una benedicció cristiana llegida per l'arquebisbe anglicà de York, l'arquebisbe ortodox grec de Thyateira i Gran Bretanya, el moderador de les Esglésies Lliures, el secretari general de l'organització cristiana ecumènica Churches Together in England, el cardenal catòlic romà arquebisbe de Westminster i l'arquebisbe anglicà de Canterbury.

#### Entronització i homenatge
Carles es va traslladar al tron (originalment fet per a Jordi VI el 1937) i l'arquebisbe de Canterbury i Guillem, príncep de Gal·les, li van oferir la seva fidelitat. L'arquebisbe de Canterbury va convidar llavors el poble del Regne Unit i els altres regnes de la Commonwealth a jurar lleialtat al Rei, la primera vegada que això passava.

#### Coronació de la reina
La següent part del servei concernia a Camil·la. Va ser ungida a la vista del públic, es pensava que era la primera vegada que això passava, i després se li va presentar l'anell de la reina consort. Aleshores, la reina va ser coronada per l'arquebisbe de Canterbury utilitzant la corona de la reina Maria. Aleshores, a Camil·la se li va obsequiar el ceptre de la reina consort amb la creu i la vara de la reina consort amb el colom (que, a diferència d'altres reines consorts, va optar per no portar), abans de seure al seu propi tron (originalment fet per a la reina Elisabet el 1937) al costat del Rei.
Aquesta va ser la primera coronació d'una consort des de la de la reina Elisabet el 1937.

#### Sagrada Comunió
Va seguir l'ofertori, durant el qual es van portar les ofrenes del de pa i el vi davant el rei i es van resar; l'oració era una traducció del Liber Regalis, que data del c.  1382 i és una de les fonts més antigues del servei de coronació anglès. Aleshores Carles i Camil·la van rebre la Sagrada Comunió de l'arquebisbe de Canterbury i la congregació va recitar el Parenostre, abans d'una benedicció final.

#### Fi del servei
Al final del servei, el rei es va transformar en la Corona de l'Estat Imperial. Aleshores, Carles i Camil·la es van dirigir a la porta oest de l'abadia mentre es cantava l'himne nacional, "God Save the King". Al final de la processó, el rei va rebre una salutació per part de líders i representants de confessions no cristianes, com ara les comunitats jueva, hindú, sikh, musulmana i budista.

### Processó estatal al palau de Buckingham

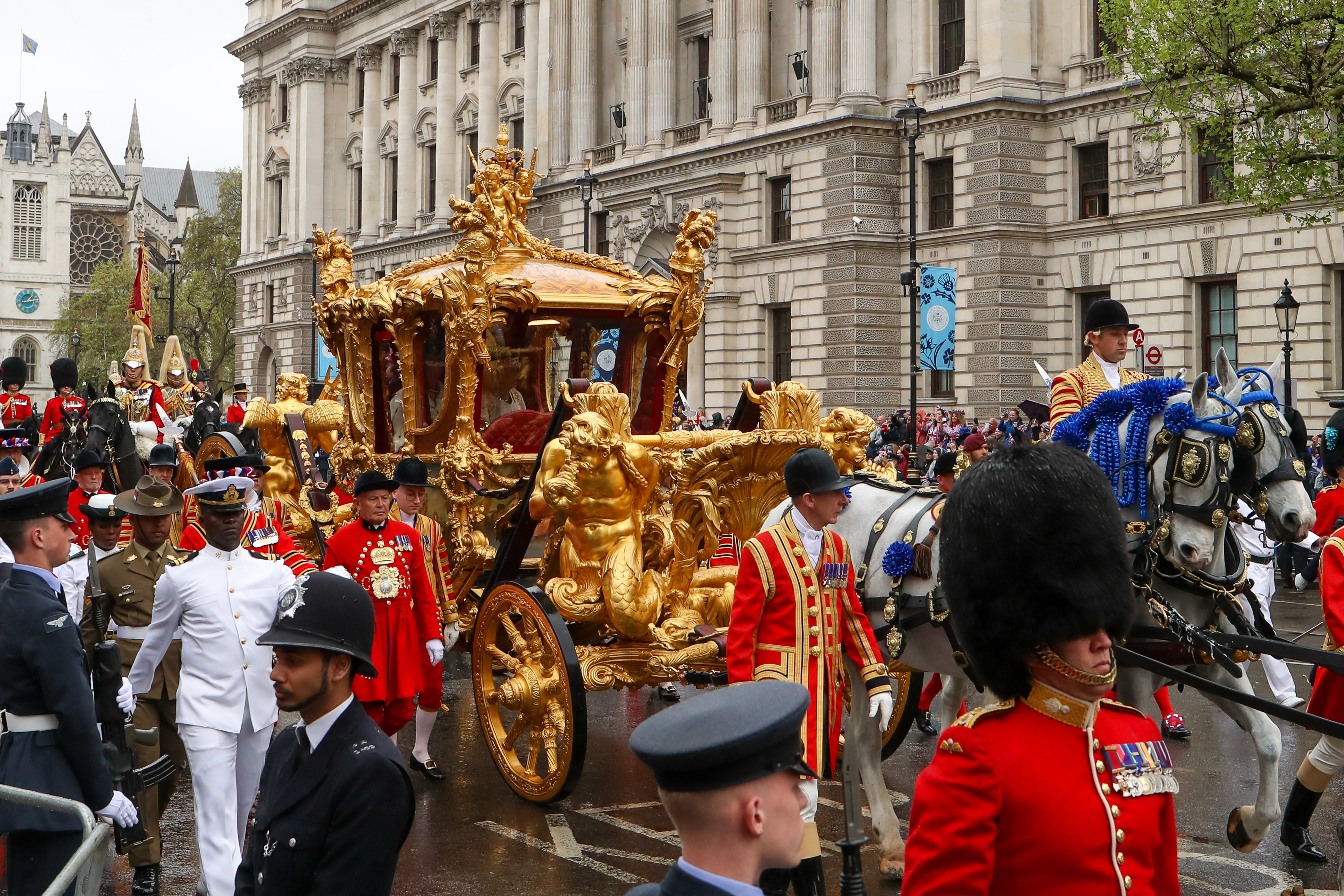
El rei i la reina tornant de l'abadia de Westminster al palau de Buckingham a la Carrossa d'or de lestat.

La segona processó va seguir el mateix recorregut que la primera, però al revés i a major escala. El rei i la reina van ser transportats a la Carrossa d'or de l''estat, tirada per vuit cavalls Windsor Grey, amb altres membres de la família reial en altres vehicles.
Les forces armades del Regne Unit, la Commonwealth i els territoris britànics d'ultramar van tenir un paper important. Més de 5.000 membres de les Forces Armades Britàniques i 400 membres de les Forces Armades d'almenys 35 països de la Commonwealth van formar part de les dues processons, i 1.000 van recórrer la ruta. La Guàrdia del Sobirà, la Reial Policia Muntada del Canadà i els Royal Watermen també van participar en la processó, i la Royal British Legion va formar una Guàrdia d'Honor de 100 Estandards a la plaça del Parlament. La Princesa Reial i el Comandant de la Cavalleria Domèstica van servir com a Bastó d'espera d'or i de plata, respectivament.

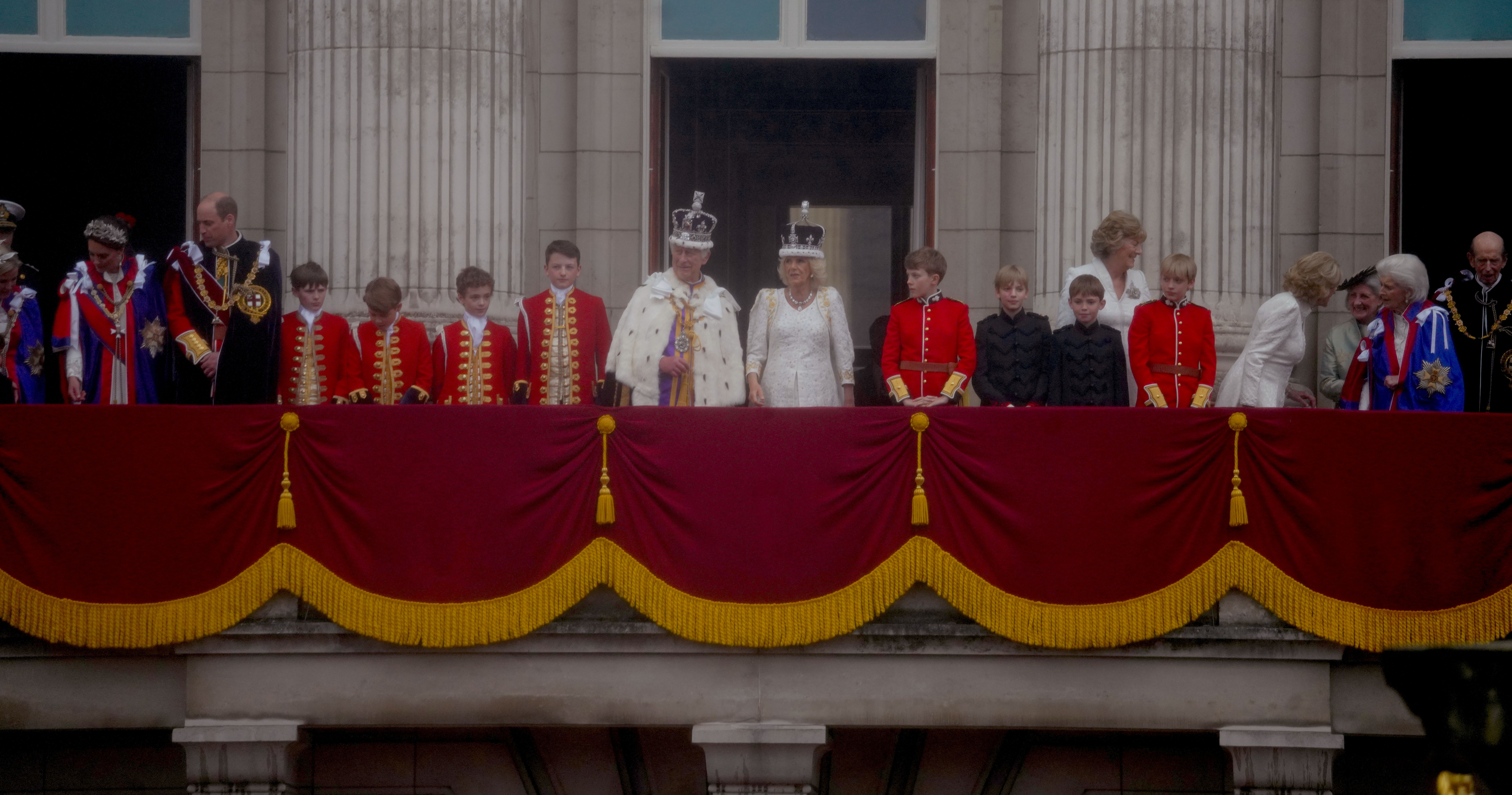
El rei i la reina i altres membres de la família reial al balcó del palau de Buckingham

Al palau de Buckingham, el rei i la reina es van situar al balcó del darrere i van rebre una salutació reial i tres clamors de les forces armades, que es van reunir al jardí, després es van unir a altres membres de la família reial al balcó davanter per revisar un pas de pas helicòpters i l'equip acrobàtic Red Arrows. Es va planificar un pas de sis minuts de 68 avions, però impedit per la pluja i els núvols baixos.
Davant del palau de Buckingham es va construir una tribuna des d'on veure la processó i el pas, amb 3.800 seients oferts a veterans de les Forces Armades, del NHS i treballadors socials, i representants d'entitats benèfiques amb vincles amb el Rei i la Reina. A més, 354 forces de cadets uniformats van veure la processó a Admiralty Arch.

## Esdeveniments i respostes del Regne Unit

### Reial
L'abril de 2023, el palau de Buckingham va revelar un nou emoji hashflag que representava la corona de Sant Eduard per utilitzar-lo a Twitter.
El 2 de maig, el rei i la reina van assistir a una recepció de celebració prèvia a la coronació al Westminster Hall.Han d'acollir festes de coronació al jardí al Palau de Buckingham els dies 3 i 9 de maig i al Palau de Holyroodhouse el 4 de juliol. Juntament amb el príncep i la princesa de Gal·les, va saludar a la multitud al The Mall durant una passejada. Al vespre, el rei va organitzar una recepció per a la reialesa estrangera i altres dignataris estrangers al Palau de Buckingham, i els membres de la família i els convidats també van assistir a una recepció a Oswald's. El 5 de maig, Carles es va reunir amb els governadors generals, presidents, primers ministres i altres líders dels 56 estats de la Commonwealth a Marlborough House. Els líders també van discutir temes d'interès mutu, així com l'Any de la Joventut de la Commonwealth i iniciatives per apoderar els joves. La cimera va ser seguida d'una recepció organitzada pel rei Carles al palau de Buckingham.

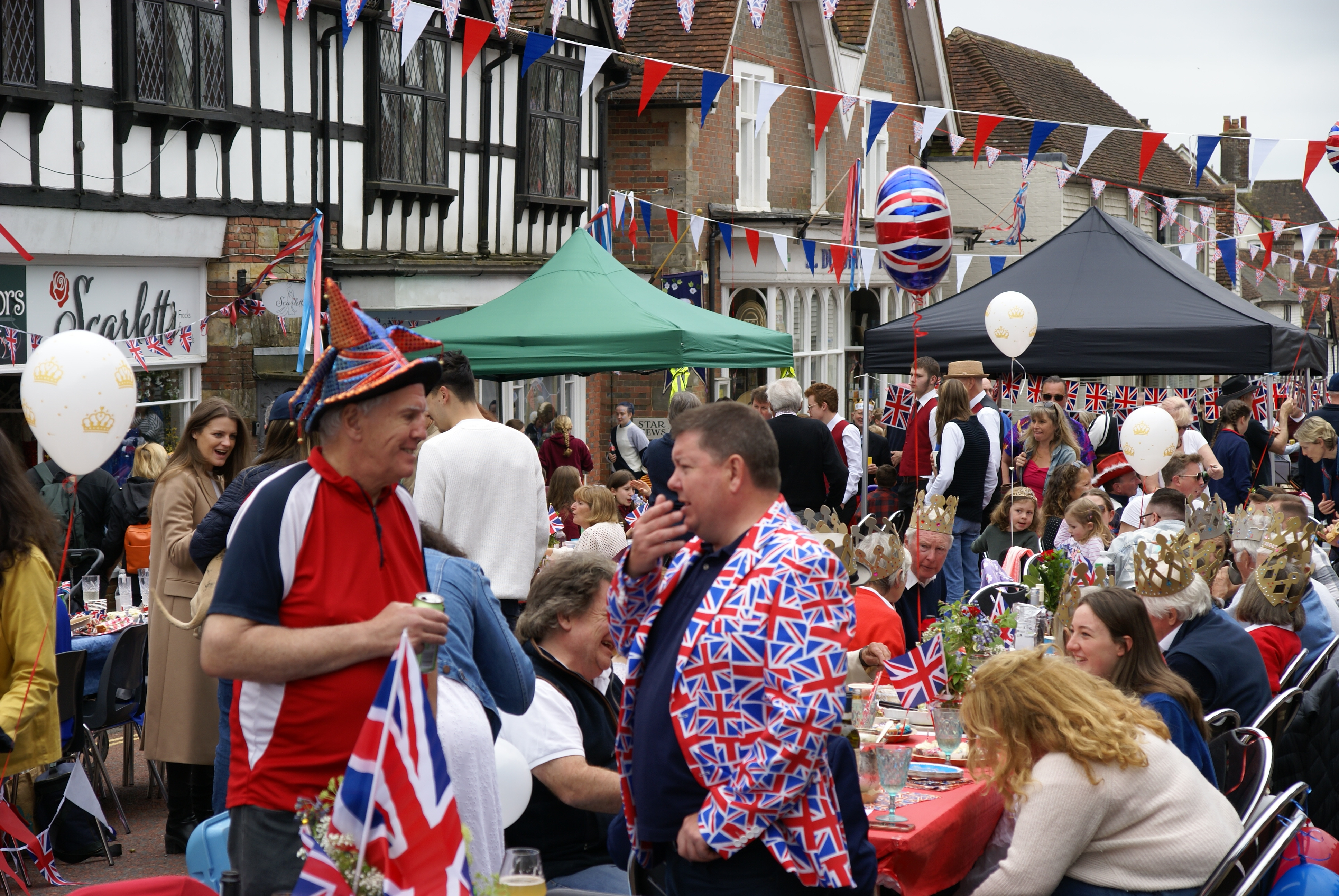
Un gran dinar de la coronació celebrat a Londres

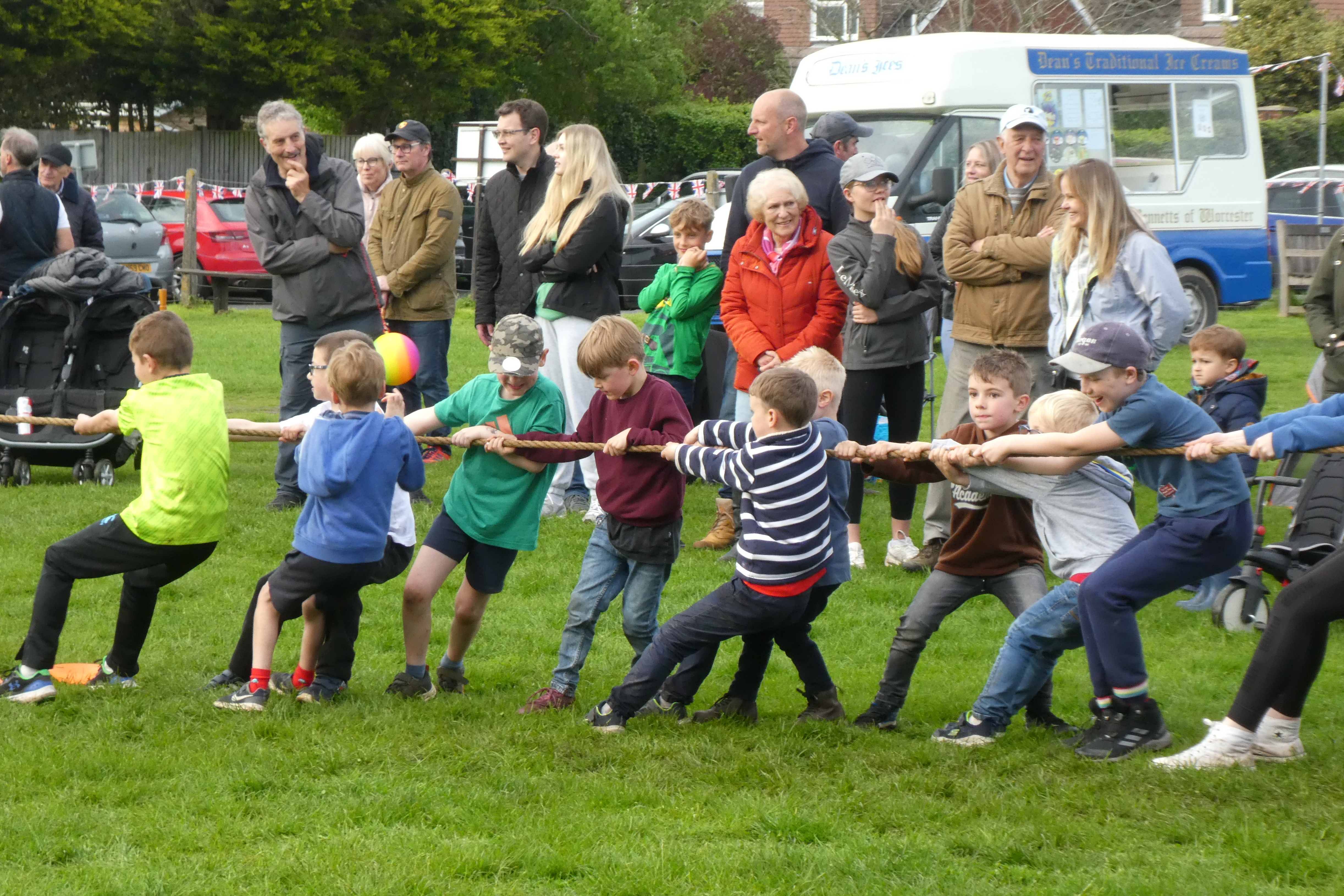
Una festa de coronació celebrada pel grup comunitari de Hallow Village a Hallow, Worcestershire

Entre el 6 i el 8 de maig s'ha animat a la gent a Gran Bretanya a celebrar festes al carrer "Coronation Big Lunch". Es van preveure més de 3.000 festes, i els ajuntaments anglesos van aprovar el tancament de 3.087 carreteres. La majoria de festes al carrer s'havien programat per al diumenge 7 de maig. La quiche de la coronació va ser escollida per Carles i Camil·la com el plat oficial del dinar gran de la coronació. Els pubs també van romandre oberts fins a la 01:00 el cap de setmana de coronació.
El concert de coronació estava previst per al mateix dia a la gespa oriental del castell de Windsor. A més de les actuacions de cantants, músics i actors d'escenari i pantalla, l'espectacle també comptarà amb un "Coronation Choir" format per cors comunitaris i cantants amateurs. Durant el concert, es presentaran llocs de referència, zones de bellesa natural i festes al carrer. Es van distribuir 5.000 parells d'entrades gratuïtes mitjançant votació pública, i també hi van ser convidats voluntaris de les organitzacions benèfiques del Rei i la Reina. S'informà que diversos intèrprets musicals van rebutjar la invitació del palau per actuar citant conflictes d'agenda.
El 8 de maig es va declarar festiu per commemorar la coronació. El mateix dia, la Coalició Junts, en col·laboració amb The Scout Association, el Royal Voluntary Service i diversos grups religiosos, està organitzant la iniciativa Big Help Out per fomentar el voluntariat i el servei comunitari. El Royal Voluntary Service, del qual Camil·la és presidenta, també llançarà els Coronation Champions Awards, que reconeixeran 500 voluntaris nomenats pel públic.

### Eclesiàstic
Vint-i-vuit dies abans de la coronació de Carles III i Camil·la, l'Església d'Anglaterra va establir un període de pregària per a ells, i amb aquesta finalitat va publicar un Llibre d'oracions diàries que incloïa "temes diaris, reflexions i oracions per a l'ús dels individus", esglésies o grups".
Les congregacions de l'Església d'Anglaterra van celebrar serveis commemoratius especials a tot el país del 6 al 7 de maig de 2023.

### Govern i corporació
El govern del Regne Unit també emetrà medalles de coronació a 400.000 persones, incloses aquelles implicades en el suport a la coronació, treballadors dels serveis d'emergència i presons de primera línia i membres de les Forces Armades Britàniques. Les medalles estan fetes de alpaca i xapades en níquel i presenten una efígie del rei i la reina, sobre una cinta vermella, blanca i blava.

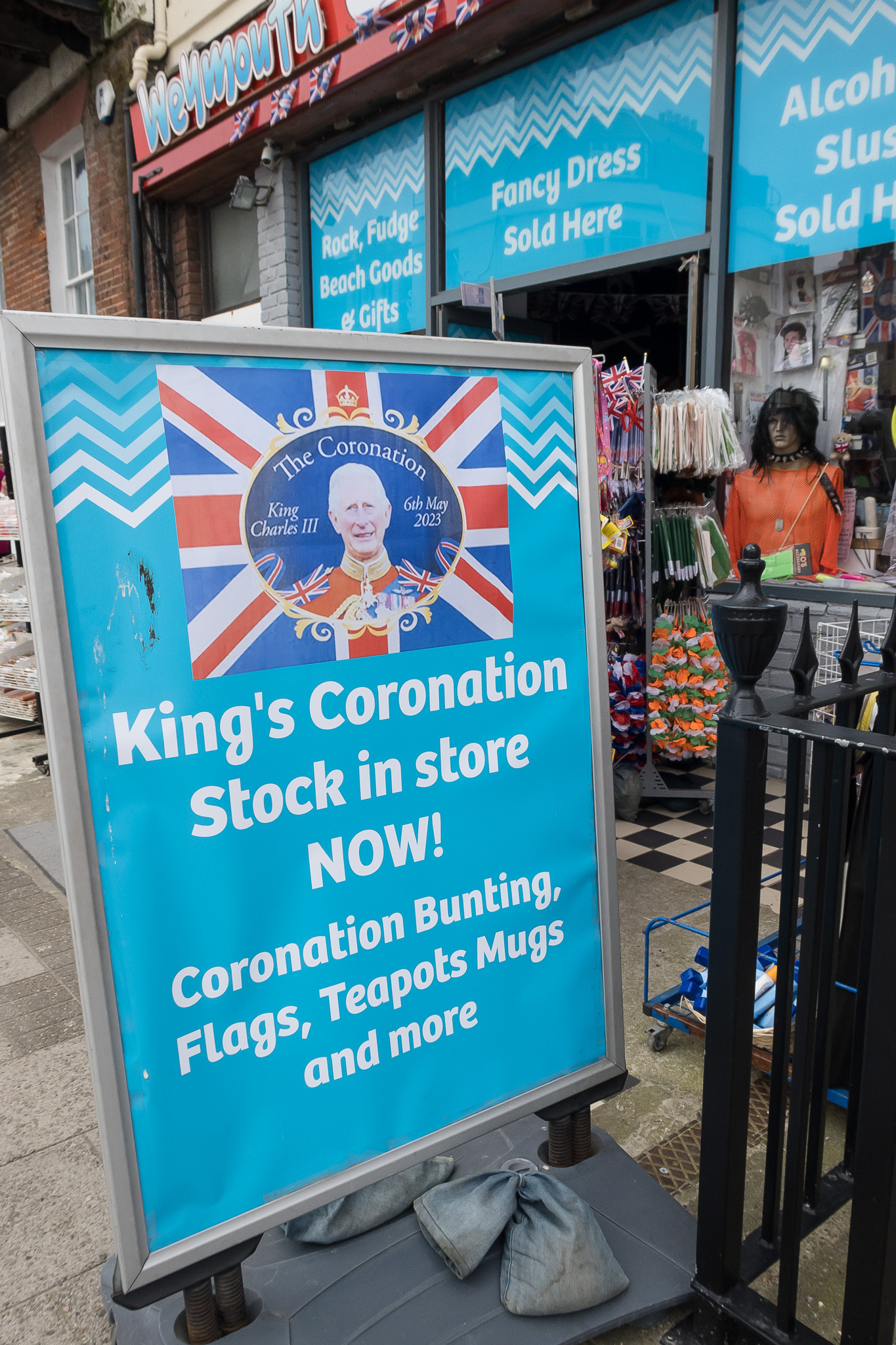
Anunci d'una botiga que anuncia la venda de records de la coronació a Weymouth

La Royal Mint va llançar una nova col·lecció de monedes, incloses les monedes de 50 penics i 5 lliures que representaven el rei amb la corona Tudor. El Royal Mail va emetre quatre segells per commemorar la coronació del rei, com va fer per a les coronacions del rei Jordi VI i la reina Elisabet II. L'empresa també aplicarà un segell especial del 28 d'abril al 10 de maig.
L'anunci de veu de Transport for London va ser substituït pels anuncis de veu gravats pel Rei i la Reina el 5 de maig, i s'utilitzarà a l'estació de tren i a totes les estacions del metro de Londres durant el cap de setmana de coronació i dilluns festiu. El ferrocarril del nord-est de Londres també anomenarà Carolean Express al seu tren diari de passatgers de les 11:00 des de London King's Cross fins a Edimburg Waverley, a partir del 6 de maig.
Natural England marcarà la coronació amb la creació de la King's Series of National Natural Reserves, que inclourà cinc grans reserves naturals nacionals nomenats cada any durant els propers cinc anys.
El Royal Collection Trust ha llançat records oficials de la coronació per marcar l'ocasió. Al febrer de 2023, el Palau de Buckingham va anunciar que relaxaria temporalment les "regles que regeixen l'ús comercial de les fotografies reials i les insígnies oficials" per permetre a altres grups produir records de la coronació.
Les empreses que han produït records de la coronació inclouen Emma Bridgewater, Jan Constantine, Merrythought i Royal Crown Derby. Greene King produirà una cervesa especial per marcar la coronació i subhastar diverses caixes sense obrir d'una cervesa especial creada per a la coronació cancel·lada d'Eduard VIII el 1937, amb els ingressos de la subhasta destinats a The Prince's Trust.

### Opinió pública

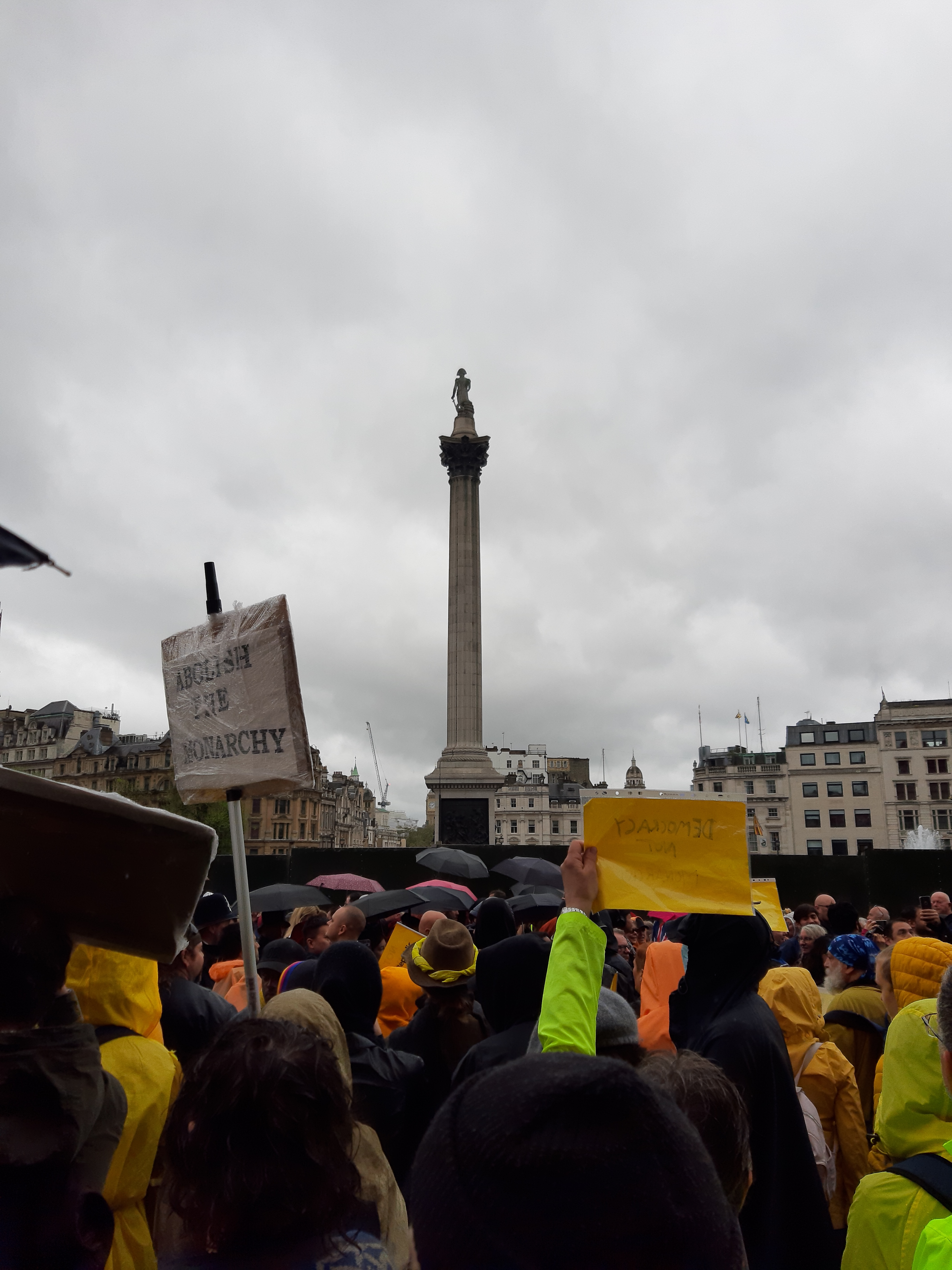
La manifestació "Aboleix la Monarquia" a Trafalgar Square mentre es produïa la coronació.

El grup de defensa republicana britànica va protestar per la coronació, amb el cap executiu del grup, Graham Smith, anomenant la coronació una "celebració del poder i privilegi hereditaris". L'organització va anticipar que la protesta seria "la primera vegada que un gran esdeveniment reial ha estat cobert directament per una protesta més gran", amb al voltant de 1.200 persones que s'han compromès a assistir a la seva propera protesta a Trafalgar Square. La protesta estava prevista a prop de l'estàtua de Carles I, amb grups més petits d'una a tres persones repartides per tot el recorregut de la processó. Els Republicans va animar als participants a vestir de groc durant la protesta.Segons BBC News, hi havia centenars de manifestants.
El dia de la coronació van tenir lloc marxes republicanes i independentistes escoceses tant a Edimburg com a Glasgow. Els grups de defensa escocesos que van participar en les marxes van incloure All Under One Banner a Glasgow, i la Radical Independence Campaign i Our Republic a Edimburg. Aquest darrer grup també va promoure la Declaració de Calton Hill durant la seva marxa. El grup de defensa republicana gal·lès Cymru Republic va fer una protesta el 6 de maig a Cardiff, amb una marxa des de l'estàtua d'Aneurin Bevan fins a Bute Park. Hi van participar uns 300 manifestants.
L'abril de 2023, el viceprimer ministre britànic Oliver Dowden va ser informat per la policia i va rebre informes d'intel·ligència que els manifestants podrien intentar sabotejar la coronació utilitzant xiulets per espantar els cavalls que caminaven a la processó. La República ha anunciat que les seves manifestacions del 6 de maig no serien pertorbadores, encara que les autoritats temen que altres organitzacions o manifestants solitaris puguin intentar interrompre l'esdeveniment. Per dissuadir qualsevol possible interrupció durant l'esdeveniment, els serveis de seguretat de tot el Regne Unit han desplegat un gran nombre de barreres físiques, agents armats i drons policials a Londres. Unitats addicionals del Mecanisme de Defensa Antiterrorista del Regne Unit també es van posar en espera per donar suport als serveis de seguretat. Una àmplia planificació de seguretat havia estat en curs durant diversos anys abans de la coronació com a part de l'Operació Golden Orb.
El dia de la coronació, sis manifestants republicans, inclòs Graham Smith, el cap de l'executiu de la República, van ser arrestats per la Policia Metropolitana. Segons Smith, la policia no va indicar per quins motius el grup havia estat arrestat. Al voltant de 13 manifestants de Just Stop Oil van ser arrestats a The Mall, i cinc van ser arrestats a Downing Street. Segons un portaveu del grup, el seu pla era només mostrar samarretes i banderes. Human Rights Watch va descriure les detencions com a alarmants i una cosa que "s'esperaria veure a Moscou no a Londres".

#### Retirada de la pedra de Scone

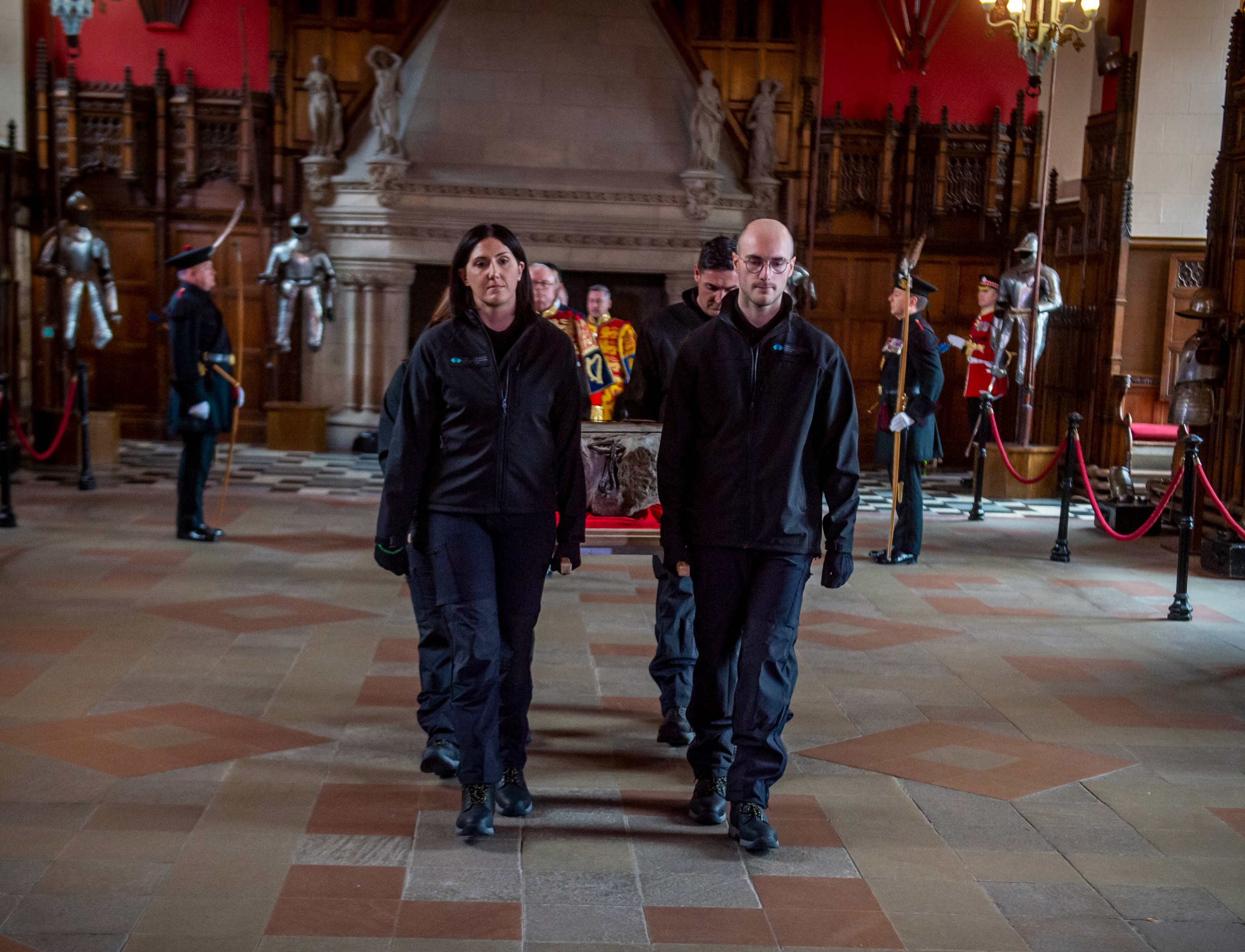
La pedra de Scone es traslladada des del castell d'Edimburg en preparació per al seu ús a la coronació

La retirada de la Pedra de Scone va ser controvertida a Escòcia. L'octubre de 2022, centenars de persones van signar una petició en línia que demanava que la pedra romangués al castell d'Edimburg. Alex Salmond, líder del partit Alba i antic primer ministre d'Escòcia, va suggerir el març de 2023 que el govern escocès hauria d'impedir que la pedra fos portada a Londres. Malgrat aquesta objecció, la pedra es va traslladar a Londres el 28 d'abril de 2023.

### Dependències de la Corona
El 8 de maig es va declarar festiu a Guernsey, a l'illa de Man i Jersey. Igual que al Regne Unit, també s'organitzaran Big Help Outs a les tres dependències de la Corona el dia de la festa.
Els estats de Guernsey han previst actes per celebrar la coronació del 5 al 8 de maig. El 5 de maig es va celebrar una vetlla a l'Església Metodista Forest per reflexionar sobre l'element espiritual de la coronació. El 6 de maig van sonar les campanes des de l'església de la ciutat, Vale, Forest i St Pierre du Bois. Una retransmissió en directe del servei de coronació es va reproduir en una gran pantalla al poliesportiu King George V (KGV), seguida d'una desfilada militar des de Fort George fins a l'estany Model Yacht Pond. Una salutació de 21 salves es va disparar al migdia des del castell de Cornet com a part de la salutació nacional. El 7 de maig es feu un gran dinar de la coronació a Saint Peter Port, juntament amb un ofici d'acció de gràcies a l'església del poble. Aquella nit estava previst que el Concert de la Coronació es projectés en directe als camps de joc del KGV, i els edificis com el Castle Cornet i Fort Grey s'il·luminaran en vermell, blanc i blau al vespre.
A Jersey, el 6 de maig, Coronation Park va acollir una emissió en pantalla gran de la coronació, entreteniment musical i activitats. S'ha animat als establiments amb llicència a obrir abans de l'emissió de la cerimònia, i els establiments amb llicència de setena categoria poden sol·licitar pròrrogues especials per romandre oberts fins a les 3 de la matinada del 7 de maig. El 7 de maig tindrà lloc el Gran Dinar de la Coronació a la plaça de l'Alliberament, on també es farà la projecció pública del concert de la coronació.
El govern de l'illa de Man ha organitzat tres dies de festes del 6 al 8 de maig. Es va crear un fons d'esdeveniments de coronació per ajudar les autoritats locals, els grups comunitaris i les organitzacions benèfiques a ajudar a finançar les celebracions. El 7 de maig tindrà lloc un pícnic comunitari Biosphere Bee i també s'il·luminaran els edificis legislatius de Douglas. També es va publicar una col·lecció de 12 segells de l'illa de Man amb fotos de Carles i Camil·la, retrats del rei i la xifra reial a l'abril de 2023.

### Territoris britànics d'ultramar
El 8 de maig es va declarar festiu a les Bermudes i les Illes Caiman.
A les Bermudes hi ha previstes diversos actes. El 6 de maig tindrà lloc al Jardí Botànic de les Bermudes la plantació d'arbres commemorativa i l'obertura d'un jardí de la coronació, dissenyat per reflectir el treball del príncep Carles en suport del medi ambient i l'agricultura sostenible . El 7 de maig se celebrarà un ofici d'acció de gràcies a la Catedral de la Santíssima Trinitat, i el 8 de maig tindrà lloc la Festa de la Lectura Infantil per reconèixer el compromís de Camil·la amb l'alfabetització, especialment per als joves.
Les celebracions a les Illes Malvines inclouen una festa de disfresses per a nens, una música en directe i un esdeveniment de karaoke per a adults joves, així com The Big Lunch i The Big Help Out. A Gibraltar, les festivitats tindran lloc el 3 de maig, incloent una desfilada de les Forces Britàniques de Gibraltar i serveis essencials, festes al jardí i al carrer, i concerts. La coronació també es retransmetrà en directe a Grand Casemates Square.

## Altres esdeveniments i respostes dels regnes de la Commonwealth

### Antigua i Barbuda
Els esdeveniments per marcar la coronació de Carles com a rei d'Antigua i Barbuda van tenir lloc a St. John's. El 6 de maig, una desfilada amb la Força de Defensa d'Antigua i Barbuda (ABDF), Girl Guides, Boy Scouts, Boys and Girls Brigades, els guardonats amb el Premi Duc d'Edimburg, el Seventh Day Adventist Pathfinder i el Cadet Corps va marxar des del Centre Cultural Multiusos fins a Casa de Govern. Allà, va tenir lloc una cerimònia que va incloure una foguera i actuacions de la Banda ABDF, Timbralists de l'Exèrcit de Salvació i SDA Parthfinders Drum Corps. El 7 de maig tindrà lloc un servei d'Acció de Gràcies per commemorar l'ocasió a la Casa Pentecostal dels Ministeris de Restauració de Sant Joan.

### Austràlia
Celebrant la coronació de Carles III com a rei d'Austràlia, els edificis i monuments de tot el país van il·luminar-se de color porpra reial els dies 6 i 7 de maig. També es va emetre un avís de bandera, instant a mostrar la bandera nacional, la bandera aborigen i la bandera de l'illa de l'estret de Torres durant el cap de setmana de coronació. El 7 de maig, la Força de Defensa d'Austràlia llançà una salutació de 21 canons des del pati del Parlament, seguit d'un pas aèria de la Royal Australian Air Force. El Consell Executiu federal també va fer una donació de 10.000 dòlars en nom del rei a una organització benèfica que treballa per conservar el lloro terrestre occidental, com a "regal de coronació" oficial a Carles.
Les cases de govern de Brisbane, Darwin, Melbourne, Perth i Sydney van acollir jornades de portes obertes els dies 6 i 7 de maig. La Casa del Govern d'Adelaida feu el mateix el 21 de maig, després que hi tingués lloc una festa al jardí durant el cap de setmana de coronació, quan es va celebrar el mateix a la Casa del Govern . a Sydney. La Casa del Govern de Melbourne acollirà una recepció per commemorar l'ocasió més tard el 2023.
La Lliga Monàrquica d'Austràlia va acollir diversos esdeveniments i projeccions discrets de la coronació els dies 5 i 6 de maig, inclosos a Adelaide, Brisbane, Melbourne, Perth i Sydney; però, va optar per no organitzar festes al carrer per la preocupació que els manifestants republicans les poguessin interrompre.
Abans de la coronació, el govern australià va ser criticat pels monàrquics per no declarar un dia festiu ni organitzar esdeveniments oficials del govern per marcar la coronació. Per contra, els republicans d'Austràlia van criticar el primer ministre Anthony Albanese per assistir a la coronació, i van enfrontar-se a la pressió dels republicans per no participar en el jurament de lleialtat. Lidia Thorpe, una senadora aborigen, va afirmar que la coronació s'hauria d'utilitzar com una oportunitat per demanar disculpes als pobles de les Primeres Nacions i compensar-los pel colonialisme.

### Canadà

#### Preparatius
Un emblema de coronació canadenc va ser creat per Cathy Bursey-Sabourin, Fraser Herald of Arms, i registrat a l'Autoritat Heràldica del Canadà. Inclou el monograma reial de Carles III dins d'un anell de 13 formes triangulars, la forma al·ludeix a una cadena de banderoles i el nombre corresponent al de les províncies i territoris del Canadà. La disposició circular simbolitza la inclusió, així com el concepte indígena d'equitat i els cicles del món natural. El color verd és una referència al compromís del rei amb l'entorn natural, mentre que els espais blancs es poden veure com un esclat de sol, simbolitzant la innovació i les noves idees.
El Departament del Patrimoni canadenc va proporcionar 257.000 dòlars a la Royal Canadian Geographical Society per produir material educatiu sobre l'associació del Rei amb els pobles indígenes del Canadà i les seves visites pel país. Aquests materials es van posar a disposició per al seu ús a les escoles canadenques. Durant el cap de setmana de coronació, la societat va distribuir una edició especial de Canadian Geographic sobre el Rei en esdeveniments a Ottawa. Innovation, Science and Economic Development Canada va aprovar l'ús d'un senyal de trucada especial al Canadà per a la ràdio amateur.operadors a utilitzar del 5 de maig al 2 de juny.

#### Esdeveniments federals
El 6 de maig va tenir lloc una cerimònia nacional televisada per marcar la coronació i celebrar el regnat de Carles III com a rei del Canadà a l'edifici Sir John A. Macdonald d'Ottawa. Va comptar amb discursos del líder espiritual algonquí Albert Dumont i de l'enginyer aeroespacial Farah Alibay, i actuacions dels Eagle River Singers, Sabrina Benaim, Florence K, Inn Echo i el Ottawa Regional Youth Choir Durant l'esdeveniment, Dominic Laporte va crear una obra d'art amb pintura en aerosol vinculada temàticament a les flors, com a homenatge al suport de Charles pel medi natural. La cerimònia nacional va concloure amb una salutació de 21 trets i una actuació de la Banda Central de les Forces Armades Canadenques al turó del Parlament.

L'estendard reial canadenc de Carles, presentat en una cerimònia a Ottawa per marcar la coronació.

A la cerimònia nacional es van presentar diversos articles: l'Autoritat heràldica canadenca va presentar un nou estàndard per al monarca i la corona heràldica basat en la corona Tudor i que incorpora elements clarament canadencs. El disseny del primer segell definitiu canadenc amb una imatge del rei va ser revelat pel Canada Post i també es van mostrar monedes commemoratives de la Royal Canadian Mint per marcar la coronació. També es va anunciar oficialment que una efígie de Carles substituiria la d'Elisabet II a la moneda canadenca i el bitllet de vint dòlars canadenc. El 31 de maig també es donarà a conèixer el retrat oficial canadenc de Carles III.
Els dies 6 i 7 de maig es va planificar una iniciativa nacional per il·luminar punts de referència en verd maragda a tot el Canadà. També es van oferir visites guiades a Rideau Hall, la residència oficial del monarca i del governador general del Canadà, i la Banda Central de les Forces Armades del Canadà hi va actuar.  Diverses branques de la Royal Canadian Legion van organitzar recepcions.
El govern del Canadà emetrà una medalla de coronació a 30.000 canadencs que hagin fet contribucions importants al país o a la seva regió local. La Canadian Heritage Mint també produirà dos medallons de coronació commemoratius aprovats per Carles.

#### Esdeveniments provincials
Els tinents governadors i els comissaris territorials van organitzar esdeveniments que incloïen exposicions, desfilades militars i plantacions d'arbres. Els tinents governadors de l'illa del Príncep Eduard, Nou Brunswick, Terranova i Labrador, Nova Escòcia i Saskatchewan van organitzar esdeveniments a les seves respectives cases de govern el 6 de maig. Es van planificar esdeveniments addicionals a Government House, Nova Escòcia, per als dies 2 de maig i 22 de juny i, a Government House, Saskatchewan, per als dies 7 i 13 de maig. Aquest últim comptarà amb una actuació musical de debut de Jeffery Straker, que va compondre una nova cançó per a la coronació. El tinent governador d'Alberta acollirà un esdeveniment per marcar la coronació el 13 de maig al Jardí Botànic de la Universitat d'Alberta. El tinent governador d'Ontario va organitzar un panell sobre la coronació amb l' Empire Club of Canada el 2 de maig i obrirà al públic la Suite del tinent governador a l'edifici legislatiu d'Ontario com a part de Doors Open Toronto els dies 27 i 28 de maig. Government House, a la Colúmbia Britànica acollí un festival de jardins i donarà a conèixer un nou camí de jardí més tard el 2023 per marcar la coronació.
Altres celebracions organitzades pels governs provincials van incloure esdeveniments organitzats a l'edifici legislatiu de Saskatchewan el 5 de maig i a l'edifici legislatiu de Manitoba el 6 de maig. El govern d'Ontario va organitzar una fira al Queen's Park de Toronto i va oferir entrada gratuïta a atraccions de propietat provincial i 39 parcs provincials en la data de la coronació. El 6 de maig es va posar en marxa un programa del govern de Terranova i Labrador per distribuir plàntules del viver provincial de Wooddale al públic per honrar l'enfocament de Charles en l'ambientalisme.
També es van organitzar diversos concerts de coronació. L'Oficina del Tinent Governador d'Ontario va iniciar una sèrie de concerts de coronació de sis parts per a llars de cura de llarga durada d'abril a maig. Diversos llocs van acollir concerts durant el cap de setmana de coronació, incloent l' Església Catedral de St James a Toronto, la Catedral de Christ Church a Victòria i l'Església Unida Knox-Metropolitan a Regina.

### Nova Zelanda

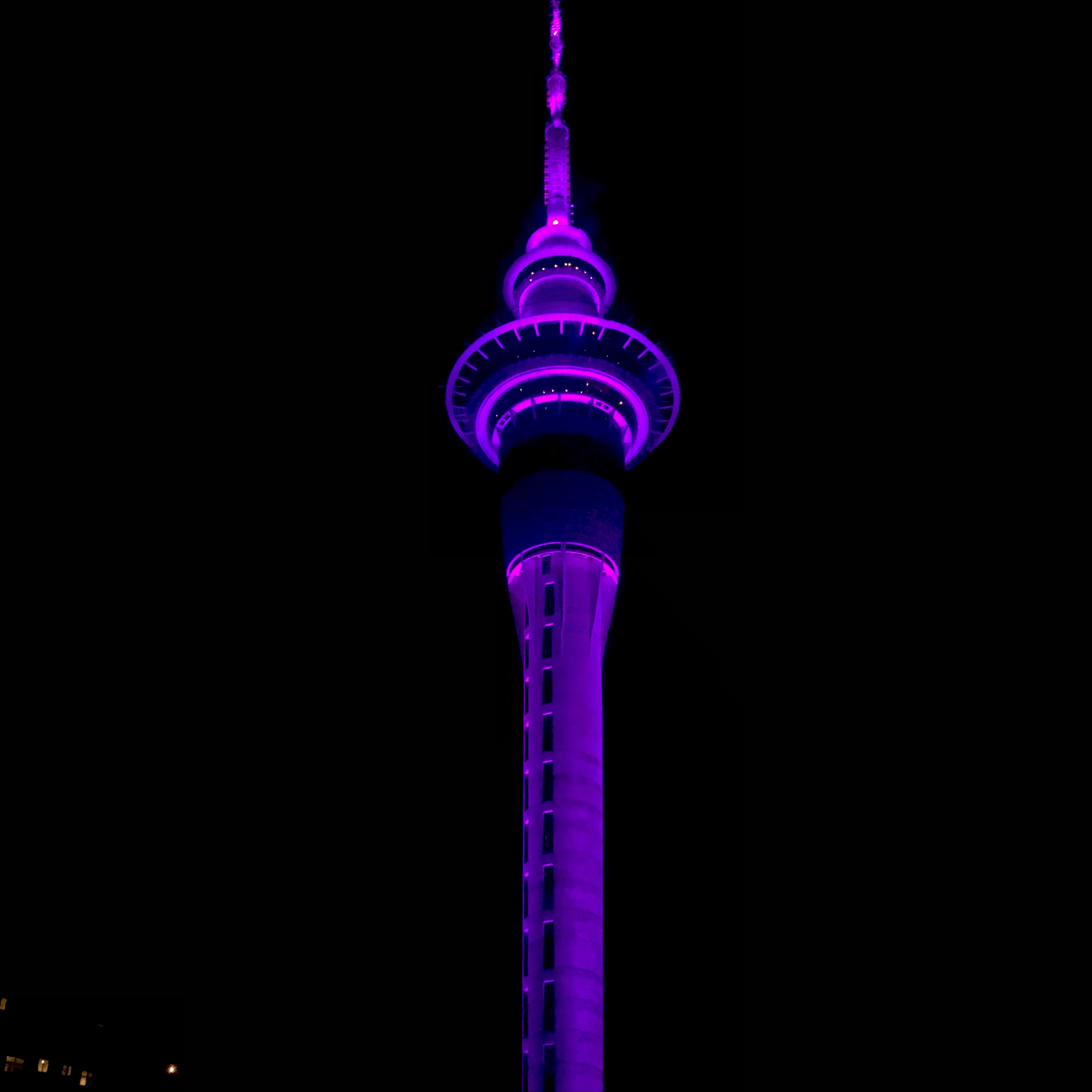
La Sky Tower d'Auckland il·luminada en porpra el 6 de maig de 2023 per commemorar la coronació

Per celebrar la coronació de Carles III com a rei de Nova Zelanda, el 7 de maig es va celebrar un esdeveniment nacional amb actuacions al domini d'Auckland. La Força de Defensa de Nova Zelanda va fer una salutació de trets a Devonport i Point Jerningham a Wellington el mateix dia.
Trees That Count i el Departament de Conservació van iniciar una campanya de plantació d'arbres, amb el govern de Nova Zelanda aportant un milió de dòlars per donar suport a la plantació de 100.000 arbres pels ajuntaments durant el cap de setmana de coronació. La campanya es va llançar als terrenys del Parlament, Wellington, el 26 d'abril, durant una cerimònia de plantació d'arbres amb diversos parlamentaris, entre ells el primer ministre Chris Hipkins i el líder de l'oposició Christopher Luxon.
NZ Post va emetre monedes i segells commemoratius el 3 de maig. El 6 de maig també va tenir lloc a Auckland, Hawera i Wellington una iniciativa per il·luminar els punts de referència en violeta.
Diversos altres serveis públics i col·lectius privats també van organitzar actes commemoratius. L'Acadèmia de Belles Arts de Nova Zelanda organitza una exposició especial per commemorar la coronació del 21 d'abril al 21 de maig, amb obres de 68 artistes en exercici i peces pertanyents a la Royal New Zealand Navy. Les biblioteques del sud de Taranaki van acollir esdeveniments de coronació de l'1 al 6 de maig. La catedral de St Paul de Wellington celebra un festival de coronació del 5 al 7 de maig.

## Altres esdeveniments i respostes dels estats membres de la Commonwealth

### Sud-àfrica
L'ús dels diamants Cullinan en la coronació va ser controvertit a Sud-àfrica. Algunes de les nou pedres tallades del diamant sud-africà original estan encastades a les joies de la corona del Regne Unit, sobretot la corona de l'estat imperial i el ceptre amb creu del sobirà. La cerimònia va provocar que alguns sud-africans demanessin el seu retorn, després d'una petició sobre el mateix tema després de la mort de la reina Elisabet II que va atreure 8.000 signatures.

### Vanuatu
El poble Kastom que adorava el príncep Felip a l'illa de Tanna de Vanuatu va commemorar la coronació del seu fill. Durant el 6 de maig es van organitzar esdeveniments als pobles de Yakel i Yaohnanen, inclosa una cerimònia de hissada de la bandera de la Unió, i beure i ballar. Al voltant de 5.000 a 6.000 persones es van reunir per celebrar-ho, amb 100 caps addicionals que també hi van assistir.

## Cobertura i audiències
La BBC va suspendre la taxa de llicència de televisió per al cap de setmana de coronació, de manera que els locals poguessin projectar la coronació el 6 de maig i el concert de coronació l'endemà sense necessitat de comprar una llicència de televisió. El Departament de Cultura, Mitjans de Comunicació i Esport va anunciar que l'esdeveniment es projectaria en pantalles grans a 57 llocs de Gran Bretanya, inclosos Hyde Park, Green Park i St James's Park.
Els mitjans de comunicació de Gran Bretanya, Austràlia, Canadà, França, Alemanya, Nova Zelanda i els Estats Units van retransmetre la coronació en directe. Diverses emissores d'aquests països oferiren cobertura durant el cap de setmana de coronació.
La coronació va ser vista per una audiència de televisió màxima de 20 milions al Regne Unit, la qual cosa la va convertir en l'emissió més vista de l'any fins ara. La BBC va emetre la coronació a BBC One, BBC Two amb interpretació en llengua de signes britànica i el BBC News Channel, i la seva audiència màxima de 15,5 milions va ser la més gran de qualsevol emissora. ITV va tenir una audiència de 3,6 milions d'espectadors amb ITV3 amb interpretació de la llengua de signes britànica de 10:45 a 13:00, i 800.000 espectadors més a Sky News i Sky Showcase. A França, prop de 9 milions d'espectadors van veure la cerimònia.